# Табервилл, Томми
То́мас Хо́ули Та́бервилл (англ. Thomas Hawley Tuberville, /ˈtʌbərvɪl/; род. 18 сентября 1954, Камден, Арканзас) — американский футболист, тренер и политик, сенатор от штата Алабама (с 3 января 2021 года).
В период 1999—2008 годов являлся главным тренером футбольной команды Обернского университета. Кроме того, в период 1995—1998 годов руководил футбольной командой Университета Миссисипи, с 2010 по 2012 год — Техасского технологического университета и с 2013 по 2016 год — Университета Цинциннати.
В 2004 году вместе с командой Обернского университета завоевал чемпионский титул Юго-Восточной конференции. Табервилл — единственный тренер за всю историю футбольной команды «Оберн Тайгерс», обыгрывавший команду Алабамского университета шесть раз подряд. В 2015 году являлся президентом Ассоциации тренеров по американскому футболу. В течение 2017 года  работал спортивным комментатором на телеканале ESPN.
В своей первой политической кампании Табервилл выиграл выдвижение от Республиканской партии на выборах в Сенат от Алабамы. По результатам всеобщих выборов Табервилл опередил действующего сенатора-демократа Дага Джонса более чем на 20 процентных пунктов.

## Биография

### Ранние годы
Родился и вырос в Камдене, штат Арканзас, в семье Олив Чамблисс и Чарльза Табервилла-младшего. В 1972 году окончил среднюю школу Хармони Гроув. Учился в Университете Южного Арканзаса, где был членом футбольной команды; в течение двух лет играл в гольф. В 2008 году был введён в Спортивный Зал Славы университета Южного Арканзаса и спортивный зал славы Арканзаса.

### Карьера тренера
В 1995—1998 годах тренировал команду университета Миссисипи (добился того, чтобы болельщики перестали использовать для поддержки команды флаги Конфедерации).
В 1998 году Табервилл покинул команду из Миссисипи и занял пост главного тренера Обернского университета. Под его руководством команда не раз находилась на вершине турнирной таблицы, выигрывала чемпионат и титул Западного дивизиона (2004). При нём команда одержала самую крупную победу над своим принципиальным соперником, командой Алабамского университета, со счётом 7:3. В 2009 году покинул «Оберн», в дальнейшем работал аналитиком «Buster Sports» и ESPN. В том же году состоялась премьера художественного фильма «Невидимая сторона», удостоенного премии «Оскар», в котором Табервилл сыграл эпизодическую роль.

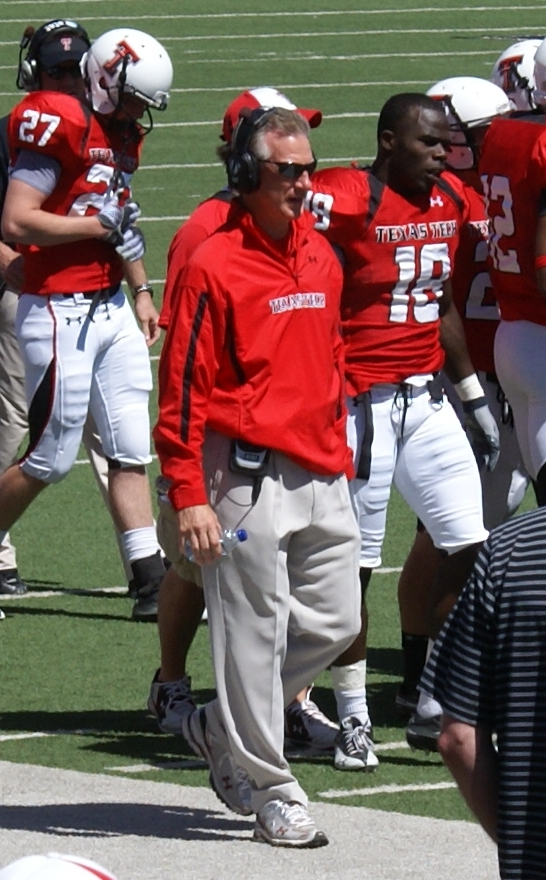
Табервилл во время одного из матчей команды Техасского технологического университета, 2011 год

31 декабря 2009 года Табервилл выразил заинтересованность в должности главного тренера футбольной команды Техасского технологического университета. 10 января 2010 года он был официально представлен в качестве нового главного тренера команды. 18 января 2011 года «Тексас Тек» объявила, что Табервилл получил продление контракта ещё на один год и повышение зарплаты на $500 000 в год. 8 декабря 2012 года Табервилл покинул пост главного тренера «Тексас Тек». Сообщалось, что причиной его ухода стало непринятие фанатами команды нового тренера. Считалось, что предыдущий менеджер пользовался более широкой популярностью среди болельщиков.
8 декабря 2012 года стал главным тренером Университета Цинциннати. Контракт был заключён на общую сумму в 2,2 миллиона долларов. 4 декабря 2016 года покинул пост главного тренера «Цинциннати».

## Сенатор США
В августе 2018 года Табервилл переехал из Флориды в Алабаму с намерением баллотироваться в Сенат США в 2020 году. В апреле 2019 года он объявил, что будет участвовать в праймериз Республиканской партии за место в Сенате, занимаемое, на тот момент, демократом Дагом Джонсом. В период предвыборной кампании он тесно сотрудничал с президентом Дональдом Трампом. Бывший пресс-секретарь Белого дома Шон Спайсер был членом предвыборного штаба Табервилла.
3 марта 2020 года Томми набрал 33,4 % голосов в ходе праймериз, опередив бывшего генерального прокурора и сенатора Джеффа Сешнса, который получил 31,6 %. Поскольку ни один из кандидатов не набрал более 50 % голосов, 14 июля был проведен второй тур, по итогам которого Табервилл победил Сешнса, получив 60,7 % голосов.
3 ноября 2020 года победил на выборах в Сенат США демократа Дага Джонса, набрав 60,1 % голосов.

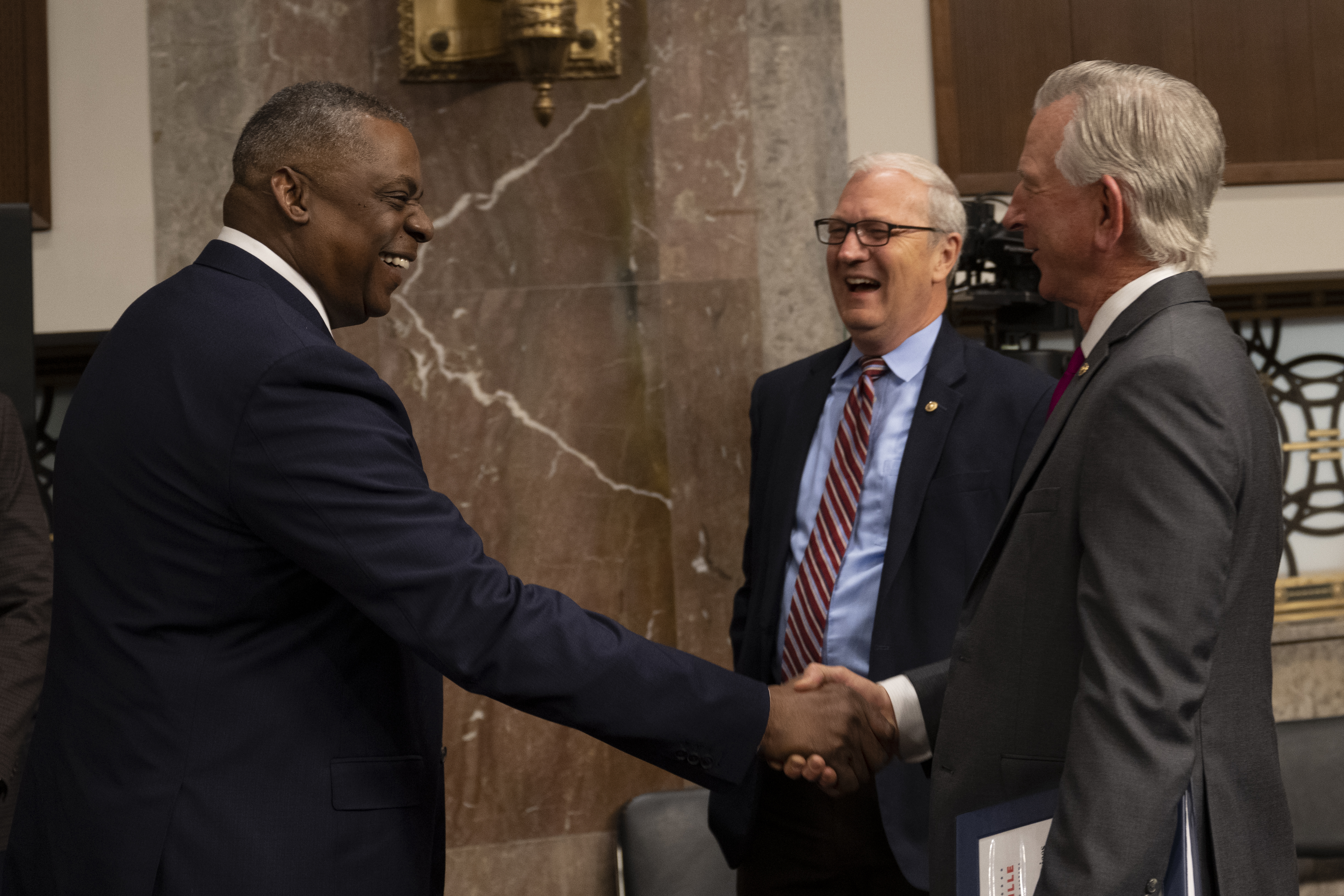
Ллойд Остин, Кевин Крамер и Томми Табервилл (слева направо)

После вступления в должность в январе 2021 года Табервилл присоединился к группе сенаторов-республиканцев, которые объявили о возражении против подсчёта голосов выборщиков, принятых от спорных штатов, где с минимальным перевесом победил Джо Байден.
6 января состоялся подсчет голосов Коллегии выборщиков. Табервилл проголосовал в поддержку возражения относительно голосов выборщиков от Аризоны и Пенсильвании. Он был одним из шести сенаторов-республиканцев, поддержавших первое возражение, и одним из семи, поддержавших второе.

## Личная жизнь
19 декабря 1976 года декабре Табервилл женился на Вики Линн Харрис. Позже они развелись. В 1991 году Томми обручился с Сюзанной Фетт из Гилфорда, штат Индиана. У пары есть двое сыновей.